# Jupiter Island (Florida)
Jupiter Island ist eine Stadt im Martin County im US-Bundesstaat Florida. Das U.S. Census Bureau hat bei der Volkszählung 2020 eine Einwohnerzahl von 804 ermittelt. 

## Geographie
Jupiter Island liegt auf der gleichnamigen Barriereinsel Jupiter Island zwischen dem Indian River und dem Atlantischen Ozean an der Ostküste Floridas. Das Stadtgebiet erstreckt sich auf 15 km Länge von Nord nach Süd und ist dabei meist weniger als einen Kilometer breit. Die Stadt liegt rund 20 km südlich von Stuart sowie etwa 120 km nördlich von Miami.

## Demographische Daten
Laut der Volkszählung 2010 verteilten sich die damaligen 817 Einwohner auf 648 Haushalte. Die Bevölkerungsdichte lag bei 117,2 Einw./km². 94,4 % der Bevölkerung bezeichneten sich als Weiße, 2,2 % als Afroamerikaner, 0,2 % als Indianer und 2,6 % als Asian Americans. 0,6 % gaben die Angehörigkeit zu einer anderen Ethnie an. 6,9 % der Bevölkerung bestand aus Hispanics oder Latinos.
Im Jahr 2010 lebten in 4,4 % aller Haushalte Kinder unter 18 Jahren sowie 60,8 % aller Haushalte Personen mit mindestens 65 Jahren. 51,0 % der Haushalte waren Familienhaushalte (bestehend aus verheirateten Paaren mit oder ohne Nachkommen bzw. einem Elternteil mit Nachkomme). Die durchschnittliche Größe eines Haushalts lag bei 1,74 Personen und die durchschnittliche Familiengröße bei 2,25 Personen.
4,6 % der Bevölkerung waren jünger als 20 Jahre, 16,6 % waren 20 bis 39 Jahre alt, 20,3 % waren 40 bis 59 Jahre alt und 58,4 % waren mindestens 60 Jahre alt. Das mittlere Alter betrug 64 Jahre. 51,5 % der Bevölkerung waren männlich und 48,5 % weiblich.
Es lebten 2,7 % der Bevölkerung unter der Armutsgrenze.
Im Jahr 2000 war Englisch die Muttersprache von 80,62 % der Bevölkerung, spanisch sprachen 8,15 % und 11,23 % hatten eine andere Muttersprache.

## Sehenswürdigkeiten
Am 21. November 2001 wurde das Gate House in das National Register of Historic Places eingetragen.

## Verkehr
Die County Road 707 führt von Nord nach Süd durch das Stadtgebiet. Der nächste Flughafen ist der Palm Beach International Airport (rund 40 km südlich).

## Kriminalität
Die Kriminalitätsrate lag im Jahr 2010 mit 43 Punkten (US-Durchschnitt: 266 Punkte) im sehr niedrigen Bereich. Es gab drei Einbrüche und zwei Diebstähle.